# 一色登希彦
一色 登希彦（いしき ときひこ）は、日本の元漫画家。代表作に『ダービージョッキー』『日本沈没』など。
元妻は漫画家の元町夏央。

## 経歴
東京都出身。細野不二彦のもとでアシスタントを務め、1993年に『少年サンデー特別増刊R』（小学館）に掲載された「最強ロボ・ゴンタ2号」でデビュー。敬愛する作家の一人として藤田和日郎を挙げている。
漫画出版業界の現状に強い異議を唱える佐藤秀峰に同調し、自著を佐藤の漫画販売サイト「漫画 on Web」に出展したり、対談を行うなどした。2011年、『漫画アクション』にて佐藤の原作で「ボクマン」の連載を開始するが、権利関係で揉め、3話で終了した。
同年、東日本大震災に伴う原発事故をきっかけに、漫画家としての第一線を退き、元町と共に東京から三重県紀北町に転居した。2012年夏、転居先の海岸で屋台「道瀬珈琲」を開業。2013年からは近所の民宿の一部を借りて改装し、「道瀬食堂」として通年営業の飲食店を開いた。
2016年、元町と離婚。2018年、徳島県阿波市に「すずみ食堂」を開業するも2020年に閉店。2021年、三重県で「飲食店モーティヴ」を開業。

## 作品リスト
- 『くろこだいるダディ』（共著：細野不二彦） バーガーSC（スコラ）1997年
- 『ライド・オン』
- 『ダービージョッキー』（原案：武豊、構成：工藤晋） 『週刊ヤングサンデー』（小学館）1999年 - 2004年 ヤングサンデーコミックス全22巻 小学館文庫全11巻
- 『会社を変えた男たち』（作：鍋田吉郎）
- 『モーティヴ』 ヤングジャンプコミックス（集英社）2003年
- 『モーティヴ ・リフュールド』 ヤングキングコミックス（少年画報社）
- 『日本沈没』（原作：小松左京） 『ビッグコミックスピリッツ』（小学館）2006年 - 2008年 ビッグコミックス全15巻
- 『Dust to Dust』 『ジャンプスクエア』（集英社）2009年10月号 - 12月号 ジャンプ・コミックス
- 『Dust to Dust 〜はじめの1000マイル〜』 ジャンプ・コミックス（集英社）2010年
- 『久我山の五式』 『コミック大河』（PHP研究所）2010年
- 『水使いのリンドウ』 『ジャンプSQ.19』（集英社）2010年 - 2012年 ジャンプ・コミックス全3巻
- 『ボクマン』（原作：佐藤秀峰） 『漫画アクション』（双葉社）2011年

## 現代美術としての評価
2013年1月 - 4月、ウィーンのMAK（オーストリア国立応用美術館）で「NIPPON CHINBOTSU Japan Sinks. A Manga」展が開催された。MAKは一色登希彦版『日本沈没』のアイディア・スケッチから完成作品までの創造の過程を追ったり、原画をおよそ十倍に拡大プリントした縦5m・横50mの幕2枚などの展示を行った。東日本大震災から2年の節目に合わせた企画展であった。